# Mähring
Mähring – gmina targowa w Niemczech, w kraju związkowym Bawaria, w rejencji Górny Palatynat, w regionie Oberpfalz-Nord, w powiecie Tirschenreuth. Leży w Lesie Czeskim, około 13 km na wschód od Tirschenreuth, przy granicy z Czechami.

## Dzielnice
W skład gminy wchodzą następujące dzielnice: Asch, Dippersreuth, Ebersberg, Friedlhof, Frauenreuth, Griesbach, Groppenmühle, Großkonreuth, Hiltershof, Laub, Lauterbach, Mähring, Neumühle, Ödhof, Poppenreuth, Redenbach, Reisach, Treppenstein i Ziegelhütte.